# Kryscina Kicka
Kryscina Jurjeuna Kicka, z d. Michajlenka (biał. Крысціна Юр'еўна Кіцка (Міхайленка); ros. Кристина Юрьевна Кицка (Михайленко), Kristina Jurjewna Kicka (Michajlenko); ur. 26 marca 1992 w Mińsku) – białoruska siatkarka, reprezentantka kraju, grająca na pozycji atakującej. 

## Sukcesy klubowe
Mistrzostwo Białorusi:
- 2010
- 2009, 2011

Mistrzostwo Niemiec:
- 2014, 2015, 2016

Puchar Niemiec:
- 2016

Superpuchar Niemiec:
- 2021